# 斯提克斯河 (阿拉巴馬州)
斯提克斯河（英語：Styx River）是美國阿拉巴馬州一條41.3英里長（66.5公里）的河流。它發源於該州西南部貝米內特附近的鮑德溫縣，是佩迪度河的支流。它因希臘神話中的斯堤克斯而得名。90號美國國道通過該條河之橋處，旁邊的牌子上寫著“卡戎退休”。